# 2000 у кіно

## Фільми

### Світове кіно
- Реквієм за мрією
- Ціна перемоги

### [[Файл:Flag of Ukraine.svg|border|25px]]Україна
- Нескорений

## Персоналії

### Народилися
- 21 квітня — Немо Шифман, французький співак та кіноактор.
- 31 липня —Кім Серон, південнокорейська акторка.

## Січень
- 1 січня — Соловйов Олександр Іванович, радянський і російський актор та кінорежисер.
- 5 січня — Бернгард Віккі, австрійський і німецький актор і режисер.
- 6 січня — Анатолій Соловйов, радянський і російський актор театру і кіно, заслужений артист РРФСР (1976).
- 15 січня — Сергій Іванов (нар. 22 травня 1951), радянський кіноактор.
- 21 січня — Пілявська Софія Станіславівна, радянська та російська акторка театру і кіно польського походження.
- 24 січня — Лев Перфілов (нар. 13 січня 1933), радянський і український актор.

## Лютий
- 2 лютого — Клод Отан-Лара (нар. 15 серпня 1908), французький кінорежисер.
- 3 лютого — Суліко Жгенті (нар. 22 червня 1920) — грузинський сценарист і актор.
- 11 лютого:
  - Роже Вадим — французький кінорежисер, сценарист, актор і продюсер (нар. 26 січня 1928).
  - Бернардіно Дзаппоні, італійський кінодраматург і письменник-новеліст (нар. 1927).
- 16 лютого:
  - Ліля Кедрова, французька акторка російського походження.
  - Марселін Дей, американська кіноакторка.
- 27 лютого, Марина Левтова — радянська і російська акторка театру і кіно.

## Березень
- 17 березня — Володимир Арбеков (нар. 21 жовтня 1927) — радянський режисер мультиплікаційних фільмів.
- 25 березня — Опанасенко Володимир Дмитрович, український актор та режисер.

## Квітень
- 5 квітня — Едуард Олександрович Гаврилов — радянський кінорежисер і сценарист.
- 15 квітня — Губанова Ірина Ігорівна, радянська, російська кіноакторка.
- 17 квітня — Глєбов Петро Петрович, російський радянський актор театру і кіно.
- 25 квітня — Алла Дмитрівна Ларіонова, радянська і російська акторка театру і кіно.

## Травень
- 3 травня — Мамука Кікалейшвілі (нар. 10 серпня 1960) — грузинський актор і кінорежисер.
- 11 травня — Паула Весселі, австрійська акторка театру і кіно, кінопродюсер (нар. 1907).
- 21 травня — Джон Гілгуд, британський актор театру і кіно.
- 24 травня — Олег Єфремов (нар. 1 жовтня 1927) — радянський і російський актор, народний артист СРСР, Герой Соціалістичної Праці.

## Червень
- 2 червня — Михайло Швейцер (нар. 16 березня 1920) — радянський кінорежисер, народний артист РРФСР.
- 6 червня — Панаєва Муза Миколаївна, радянський і український художник кіно (по костюмах та художник-постановник).
- 15 червня — Григорій Горін (нар. 12 березня 1940) — російський драматург, прозаїк, сценарист.
- 30 червня — Єременко Микола Миколайович, білоруський актор (нар. 1926).

## Липень
- 1 липня — Микола Миколайович Єременко (старший) — радянський і білоруський актор театру і кіно, народний артист СРСР.
- 3 липня — Кемаль Суна, турецький актор-комік (нар. 1944).

## Серпень
- 5 серпня — Алек Гіннесс, британський актор.
- 7 серпня — Віктор Титов (нар. 27 березня 1939), російський і радянський кінорежисер.
- 8 серпня — Анатолій Ромашин (нар. 1 січня 1931), радянський і російський актор театру і кіно.
- 10 серпня — Джоан Марш, американська кіноакторка.
- 12 серпня — Лоретта Янґ, американська акторка.
- 25 серпня — Валерій Прийомихов (нар. 26 грудня 1943), радянський і російський актор, режисер і сценарист.

## Вересень
- 2 вересня — Курт Сіодмак, німецький та американський письменник-фантаст і сценарист.
- 18 вересня — Цулая Гено Ясонович (нар. 17 січня 1930) — грузинський кінорежисер і актор.
- 21 вересня — Меняльщіков Саїд Джиганович, художник, художник-постановник ігрового кіно.
- 30 вересня — Дичко Євдокія, українська акторка.

## Жовтень
- 8 жовтня — Всеволод Ларіонов, радянський і російський актор театру і кіно, народний артист РРФСР (1977).
- 13 жовтня — Джин Пітерс, американська акторка.
- 20 жовтня — Зайденберг Борис Ілліч, видатний актор театру і кіно, театральний режисер.
- 23 жовтня — Олександр Бланк (нар. 2 березня 1938) — радянський кінорежисер.

## Листопад
- 14 листопада — Гай Олександр Дмитрович, український актор.
- 16 листопада — Ігор Єфімов (нар. 1 вересня 1932) — радянський і російський актор, заслужений артист РРФСР.
- 20 листопада — В'ячеслав Котьоночкін (нар. 20 червня 1927) — російський режисер, художник і аніматор.

## Грудень
- 1 грудня — Скворцова Марія Савеліївна, радянська і російська акторка театру та кіно.
- 8 грудня — Слісаренко Леонід Олексійович, радянський і український актор.
- 14 грудня:
  - Улдіс Пуцитіс, радянський латвійський актор.
  - Федосова Надія Капітонівна, радянська акторка.
- 31 грудня — Віккерс Роберт Борисович, радянський і український письменник, драматург, автор сценаріїв ігрових, документальних, науково-популярних та мультиплікаційних фільмів.